# Malgasotrella robusta
Malgasotrella robusta är en insektsart som beskrevs av Andrej Vasiljevitj Gorochov 2004. Malgasotrella robusta ingår i släktet Malgasotrella och familjen syrsor. Inga underarter finns listade i Catalogue of Life.